# NPqHo Vital de Oliveira (H-39)

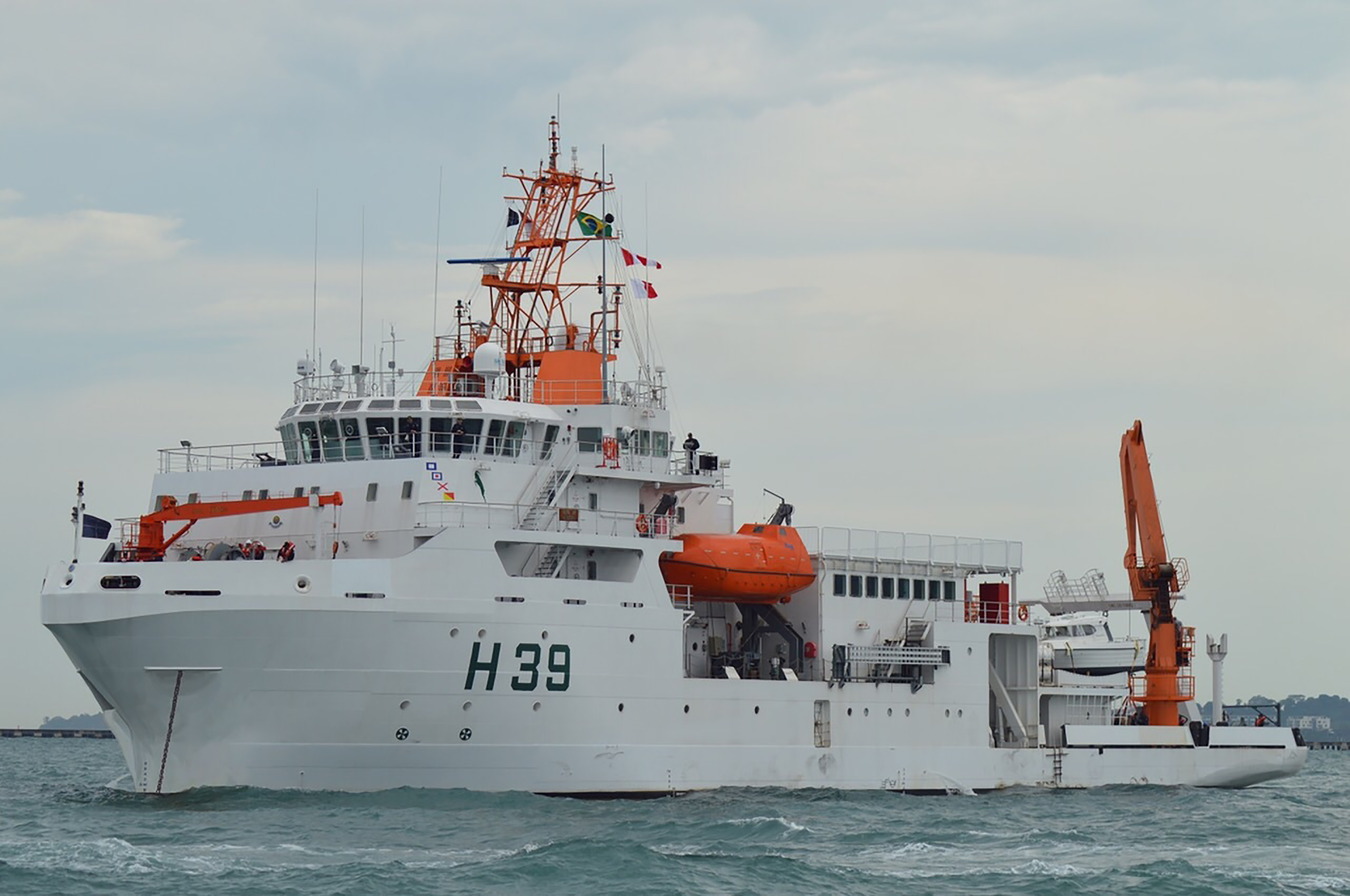
Navio Vital de Oliveira em operação pela Marinha do Brasil

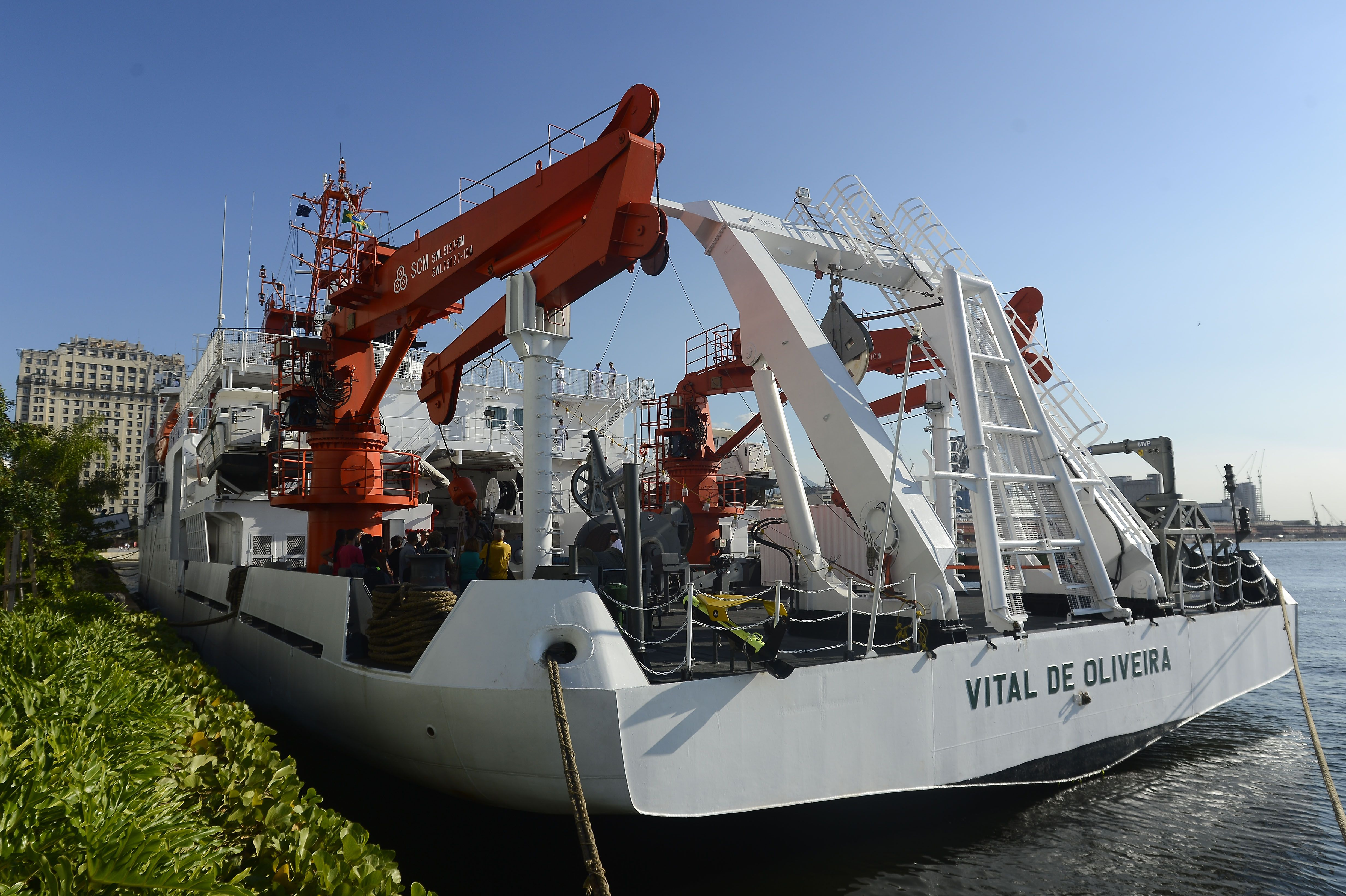
O navio de pesquisa oceânica Vital de Oliveira (Tomaz Silva/Agência Brasil)

O Navio de Pesquisa Hidroceanográfico (NPqHo) Vital de Oliveira é um navio da Marinha do Brasil, equipado para pesquisas oceanográficas em Geologia e Biologia.

## Histórico
A Marinha do Brasil encomendou a construção ao estaleiro chinês Guangzhou Hantong Shipbuilding and Shipping Co. Ltd., de Xinhui, tendo custado aproximadamente R$ 162 milhões. Depois da fase de testes, adequações técnicas e instalação de equipamentos, realizada em Singapura, foi entregue em 24 de março de 2015, no cais de Keppel Marine. Estão instalados a bordo cinco laboratórios, sendo dois molhados e três secos.
O nome é uma homenagem ao capitão-de-fragata Manoel Antonio Vital de Oliveira. Patrono da hidrografia brasileira, ele morreu na Guerra da Tríplice Aliança durante o bombardeio do Forte de Curupaiti, em 2 de fevereiro de 1867.
Na viagem inaugural, o Vital de Oliveira fez uma escala na África do Sul, onde embarcaram 18 pesquisadores. O navio chegou ao Brasil em 15 de julho de 2015. Em novembro do mesmo ano, foi utilizado para avaliação dos danos causados ao litoral do Espírito Santo pela lama tóxica que vazou após o rompimento de barragem em Bento Rodrigues.

## Ficha técnica
- Comprimento: 78 metros
- Boca: 20 metros
- Deslocamento Máximo: 4.200 toneladas
- Calado Máximo: 6,3 metros
- Autonomia: 30 dias
- Raio de Ação: 7.200 Milhas Náuticas
- Velocidade de Cruzeiro: 10 nós
- Velocidade Máxima: 12 nós
- Tripulação: 90 militares
- Passageiros: 40 cientistas[6]

## Equipamentos
- Ecobatímetros Multifeixe (águas rasas e profundas)
- Ecobatímetro Monofeixe
- Perfilador de Subfundo
- Sonares de Varredura Lateral
- Perfiladores de Corrente (ADCP)
- CTD/Rossette, U-CTD, XBT, Perfilador contínuo de propagação da Velocidade do Som na água
- Veículo Operado Remotamente (ROV) até 4.000m
- Amostradores e testemunhador geológico
- Estação Meteorológica Automática
- Medidores de Ondas e Correntes
- Gravímetro e Magnetômetro
- PCO2, Plâncton e Salinômetro
- Lanchas Hidrográficas com ecobatímetro multifeixe[6]